# Piper achupallasense
Piper achupallasense скривеносеменица је из рода Piper, односно из породице Piperaceae. То је ендемска врста у Еквадору.